# Государственная служба связи, информации и СМИ Приднестровской Молдавской Республики
Государственная служба связи, информации и СМИ Приднестровской Молдавской Республики является исполнительным органом государственной власти Приднестровской Молдавской Республики, под руководством Президента Приднестровской Молдавской Республики и координацией Правительства Приднестровской Молдавской Республики. Ведомство занимается выработкой и реализацией государственной политики, государственным регулированием, нормативно-правовым регулированием в сфере информационных технологий, электросвязью и почтовой связью, массовыми коммуникациями и средствами массовой информации, системами телевизионного вещания и радиовещания, печатью, издательской и полиграфической деятельностью, обработкой персональных данных.

## История
25 мая 1990 года создано малое предприятие «Тираспольское телевидение», учредителем стал Тираспольский городской совет народных депутатов.
7 августа 1991 года в целях образования единой сети радиовещания на территории ПМССР и наиболее полного информирования населения о важнейших событиях в жизни республики, Постановлением ВС ПМССР была создана Республиканская редакция радиовещания Приднестровской МССР.
14 апреля 1992 года в целях улучшения информирования населения, развития печатных изданий на официальных языках Приднестровской Молдавской Республики, а также упорядочения работы существующих СМИ, образован Республиканский комитет по телевидению, радиовещанию и печати при Верховном Совете ПМР.
28 апреля этого же года образована Государственная телерадиокомпания (ГТРК) ПМР в составе Республиканского комитета по телевидению, радиовещанию и печати. Уже в августе учреждено самостоятельное государственное предприятие — Государственный телевизионный центр и ГТРК было упразднено.
В связи с ликвидацией предприятия «Тираспольское телевидение», образовано Государственное предприятие телевизионных кабельных сетей (ГПТКС)
В 1998 году Государственное предприятие телевизионных кабельных сетей (ГПТКС) ликвидировано и передано в обслуживание ООО «Шериф».
27 июля 2000 года в связи с формированием Кабинета министров и реорганизацией структуры управления в системе исполнительной власти, Указом Президента ПМР было ликвидированы Государственный Комитет по информации и печати, Республиканское управление полиграфии и издательства, Республиканское управление связи и образовано в установленном порядке Министерство информации и телекоммуникаций Приднестровской Молдавской Республики.
24 января 2012 года с образованием новой структуры Правительства ПМР, министерство преобразовано в Государственную службу связи, информации и СМИ Приднестровской Молдавской Республики.
С марта 2012 года подчиняется непосредственно Президенту ПМР. Согласно Указу Президента ПМР № 339 от 23 июля 2013 года Государственная служба связи, информации и СМИ ПМР была отнесена к группе органов исполнительной власти, руководство над которыми осуществляет Правительство ПМР.
Указом Президента ПМР от 9 апреля 2015 № 141 «О внесении изменения и дополнений в Указ Президента ПМР от 23 июля 2013 года № 339 „Об утверждении системы и структуры исполнительных органов государственной власти ПМР“» было создано новое министерство — Министерство регионального развития, транспорта и связи ПМР — посредством объединения Государственной службы энергетики и жилищно-коммунального хозяйства ПМР, Государственной службы транспорта и дорожного хозяйства ПМР и Государственной службы связи, информации и СМИ ПМР.

## Структура службы
- Руководство
- Отдел режима секретного делопроизводства и обеспечения мобилизационной подготовки
- Управление финансирования и бухгалтерского учета
- Административное управление
- Управление правового и кадрового обеспечения
- Управление государственной политики в области обработки персональных данных
- Управление экономической политики в подведомственной сфере
- Управление государственного регулирования в области связи
- Управление государственного регулирования ограниченных ресурсов
- Управление государственной политики в области информационных технологий
- Отдел мониторинга соблюдения действующего законодательства в области связи
- Отдел печатных изданий и полиграфии
- Отдел по взаимодействию со СМИ и связям с общественностью
- Управление государственной информационной политики[6][7]

## Подведомственные организации
- ГУ «Приднестровская Государственная Телерадиокомпания»
- ГУ «Приднестровская газета»
- ГУП «Бендерская Фабрика по производству технических носителей информации»
- ГУИПП «Бендерская типография „Полиграфист“»
- ГУП «Почта Приднестровья»
- ГУП «Марка Приднестровья»
- ГУПС «Центр регулирования связи»[8]

## Руководство
| № | Фото | ФИО                         | Должность    | Ведомство                                          | Дата назначения | Дата освобождения |
| - | ---- | --------------------------- | ------------ | -------------------------------------------------- | --------------- | ----------------- |
| 1 |      | Борис Николаевич Акулов     | Председатель | Комитет по телевидению, радиовещанию и печати ПМР  | 14 апреля 1992  | 10 февраля 1997   |
|   |      | Борис Николаевич Акулов     | Председатель | Государственный комитет по информации и печати ПМР | 10 февраля 1997 | 27 июля 2000      |
|   |      | Борис Николаевич Акулов     | Министр      | Министерство информации и телекоммуникаций ПМР     | 27 июля 2000    | 11 января 2002    |
| 2 |      | Владимир Михайлович Беляев  | Министр      | Министерство информации и телекоммуникаций ПМР     | 11 января 2002  | 30 декабря 2011   |
| 3 |      | Евгений Владиславович Зубов | Начальник    | Государственная служба связи, информации и СМИ ПМР | 30 декабря 2011 | 31 июля 2013      |
| 4 |      | Геннадий Павлович Чорба     | Начальник    | Государственная служба связи, информации и СМИ ПМР | 1 августа 2013  | 2 декабря 2015    |